# Dolna
Dolna è un comune della Moldavia situato nel distretto di Strășeni di 1.155 abitanti al censimento del 2004.